# فرودگاه شهرستان ویلکز
فرودگاه ویلکز کانتی  (به انگلیسی: Wilkes County Airport)  یک فرودگاه همگانی  با کد یاتا IKB است که یک باند فرود آسفالت دارد و طول باند آن ۱۸۹۰ متر است. این فرودگاه در  کشور ایالات متحده آمریکا قرار دارد و در ارتفاع ۳۹۶٫۵ متری از سطح دریا واقع شده است.